# ヨハネス・ヴィトマン
ヨハネス・ヴィトマン（独: Johannes Widmann、1460年ごろ – 1498年以降) は、ドイツの数学者。1489年にライプツィヒで出版した仕事における黒字や赤字に関する本Mercantile Arithmetic or Behende und hüpsche Rechenung auff allen Kauffmanschafftは、印刷物として初めてプラス記号とマイナス記号を用いた著作である。
ボヘミア、エゲル生まれ。1480年代にライプツィヒ大学で学んだ。1482年、"Baccalaureus"（教養学士）を取得し、1485年にマギステル（博士号）を取得した。
1489年にライプツィヒでBehende und hübsche Rechenung auff allen Kauffmanschafft (『あらゆる商業上の敏捷で親切な計算法』）を出版した。それ以降の版はプフォルツハイム、アグノー、アウクスブルクで出版された。残っているコレクションの手書きのものは、彼が「マギステル」を取得した後、例えば計算盤の線や代数学での計算の講義を持つことを発表していたことを示している。代数に関する講義が実際に行われたという証拠であり、これは知られる中で大学で初めて行われた代数の講義である。
1495年ごろ、ラテン語の著作Algorithmus integrorum cum probis annexis, Algorithmus linealis, Algorithmus minutiarum phisicarum, Algorithmus minutiarum vulgarium, Regula falsi apud philosophantes augmenti et decrementi appellata und Tractatus proportionum plusquam aureusを出版した。
ライプツィヒで亡くなった。
アダム・リースが1518年から1522年までエアフルトにいたときヴィトマンの代数講義の原稿（現在はSaxon State Libraryにある）を知り、そこから自身の著作へ例をとっている。